# Eupithecia maeoticaria
Eupithecia maeoticaria là một loài bướm đêm trong họ Geometridae.